# Tipula shawiana
Tipula shawiana är en tvåvingeart som beskrevs av Alexander 1953. Tipula shawiana ingår i släktet Tipula och familjen storharkrankar.
Artens utbredningsområde är Thailand. Inga underarter finns listade i Catalogue of Life.